# Royan (Iran)
Pour les articles homonymes, voir Royan (homonymie).

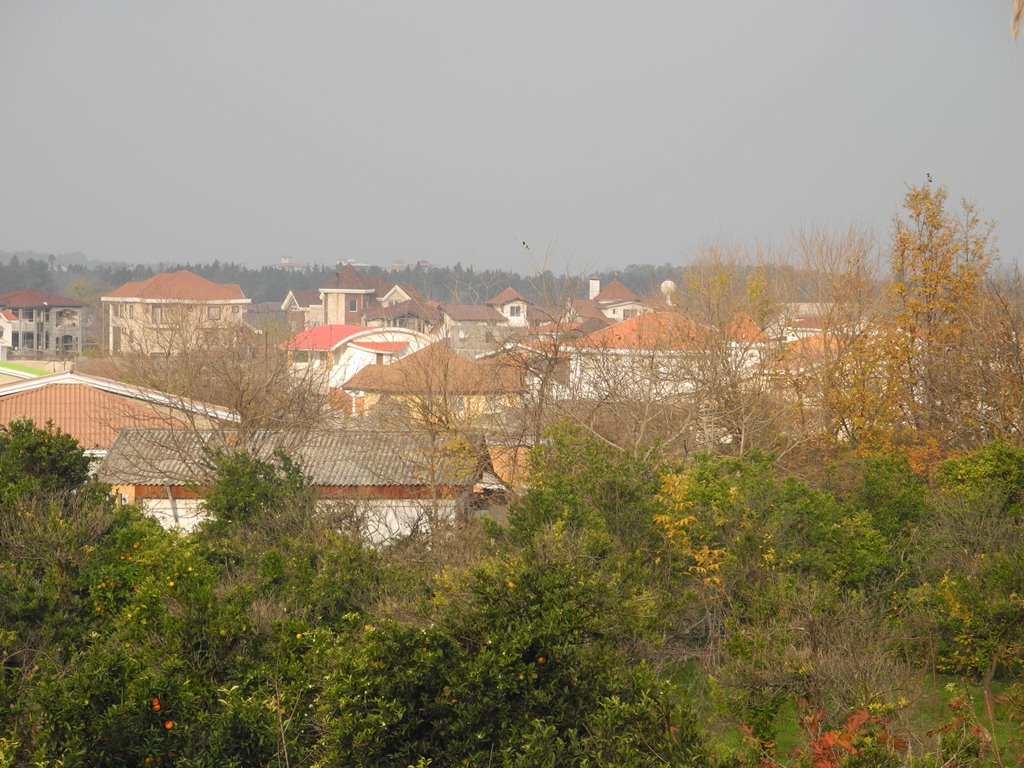
Un aspect de Royan en 2014.

Royan (en mazandarani رویان) est une ville située dans la province (Ostān) de Mazandaran, dans la partie septentrionale de la République Islamique d'Iran. Elle était connue autrefois sous le nom de Alamdeh. 
Distante de quelques kilomètres de la ville de Nour, chef-lieu du département du même nom et important centre administratif de la région, cette petite cité touristique est bordée au nord par la mer Caspienne et au sud par les premiers contreforts du massif de l'Elbourz. 
Elle doit en partie sa réputation à la proximité de plusieurs réserves naturelles (la plus proche étant le Parc national de Sisangan) et aux chutes d'eau d’Ab Pari.

## Sources et références
1. ↑  Description de Royan